# Keynésianisme

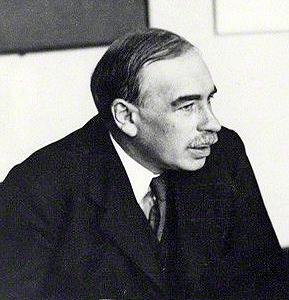
John Maynard Keynes, l'économiste fondateur de l'école de pensée qui porte son nom.

Le keynésianisme est à la fois une école de pensée économique fondée par l'économiste britannique John Maynard Keynes, et le nom générique donné aux différentes écoles de pensées postérieures affiliées au keynésianisme. La thèse centrale des keynésiens est que les marchés laissés à eux-mêmes ne conduisent pas nécessairement à l'optimum économique, et que l'État et les institutions publiques ont ainsi un rôle majeur à jouer dans le domaine économique afin de pallier les défaillances du marché, d'ordre structurel.
Chaque courant keynésien propose ses propres thèses, en augmentant ou rejetant celles soutenues par l'école précédente. Le keynésianisme originel de 1936 enfante la décennie suivante de la synthèse néo-classique (aussi appelée néokeynésianisme) qui cherche à fusionner les travaux de Keynes et ceux de l'école néoclassique. Après une période d'effacement dans le monde académique, une école appelée nouvelle économie keynésienne émerge dans les années 1990 grâce aux travaux de George Akerlof et de Joseph Stiglitz fondés sur la notion d'asymétrie d'information. Parallèlement à cela subsiste une école post-keynésienne, hétérodoxe et minoritaire, qui se veut la plus proche du keynésianisme fondateur.

## Keynésianisme originel

### Thèses principales
Le keynésianisme est fondé sur l'articulation de six principaux traits, dont trois concernent le fonctionnement de l'économie et trois les politiques économiques.
Les trois principes du fonctionnement de l'économie sont :
1. La demande agrégée détermine la croissance mais est erratique ;
2. Les inflexions de la demande ont une plus grande influence sur la production et l'emploi que sur les prix ;
3. Les prix (et notamment les salaires) réagissent lentement au changement de l'offre et de la demande (absence d'ajustement spontané).

À partir de là, les keynésiens avancent trois principes de politique économique :
1. Le niveau usuel de l'emploi est rarement idéal : il est sujet à la fois aux caprices de la demande et à des ajustements des prix trop lents ;
2. Le système économique est par nature instable et il est nécessaire pour la puissance publique de mettre en œuvre des politiques de stabilisation ;
3. Il est préférable de soutenir l'emploi plutôt que lutter contre l'inflation.

Keynes propose sa théorie en réaction à celles de l'école néoclassique, dont les positions ne permettent pas d'expliquer le phénomène de sous-emploi (chômage de masse) et l'incapacité des marchés à revenir spontanément à l'équilibre. Il considère que la « théorie classique n'est applicable qu'au cas du plein emploi », c'est-à-dire qu'elle est un cas particulier de sa propre théorie.

### Position méthodologique
Keynes ne raisonne pas dans le cadre d'une rationalité économique parfaite, à la différence des néoclassiques. Les agents économiques ne sont pas des homines œconomi, et ne disposent pas d'information parfaite. De fait, leurs comportements peuvent être erratiques et parfois incohérents.
Les travaux de Keynes sont caractérisés par l'étude approfondie du système économique au niveau macroéconomique, là où les néoclassiques se concentraient sur le comportement des agents économiques, c'est-à-dire le niveau microéconomique. Le passage à la macroéconomie permet à Keynes de penser l'économie comme interconnectée par des boucles de rétroaction. Les héritiers des néoclassiques (les monétaristes et les nouveaux économistes classiques) ont ainsi pu critiquer le keynésianisme en ce qu'il ignorerait en partie la capacité des agents à réagir (au niveau micro) aux politiques keynésiennes, ce qui neutraliserait en partie ou partiellement leurs effets (voir Critique de Lucas et keynésianisme hydraulique).

### Critique de la loi de Say
L'économie classique s'est fondée sur la loi de Say, énoncée par Jean-Baptiste Say, selon laquelle l'offre crée sa propre demande. La production permet la distribution de salaires, qui sont dépensés dans les produits créés (première conclusion de la loi de Say). Cela doit logiquement mener, selon les classiques, à un équilibre sur le marché du travail de plein-emploi (deuxième conclusion).
Keynes attaque ce mécanisme auto-régulateur, qu'il perçoit comme déficient. La loi de Say n'est juste que si les salariés dépensent l'intégralité de leur salaire, ce qui n'est pas le cas ; que s'ils consomment uniquement la production nationale, ce qui n'est pas le cas (fuite macroéconomique). Il rejette ainsi la première conclusion.
L'économiste substitue à la loi de Say le concept de demande effective. Cette demande est celle qui est anticipée par les entrepreneurs, qui estiment la production qu'ils doivent réaliser afin d'offrir la quantité optimale de biens et de services demandée par les agents économiques. Comme les entrepreneurs ont, en période de crise, des anticipations pessimistes et sous-estiment la demande réelle, ils sous-emploient leurs facteurs de production, ce qui conduit au chômage. Il rejette par là la deuxième conclusion.

### Marché du travail
L'école néoclassique avait fait du salaire un coût comme un autre, adoptant la perspective de l'employeur. Keynes remarque que le salaire n'est pas qu'un coût : en versant un salaire, les employeurs versent en réalité leurs bénéfices futurs. En effet, la distribution de salaires est ce qui rend possible la consommation, via le canal de la demande que les salariés adressent aux entreprises.
Par ailleurs, Keynes s'oppose à la théorie néoclassique selon laquelle tout chômage est volontaire. Les tenants de cette thèse soutenaient que les salariés sont rémunérés à leur productivité marginale (productivité marginale du travail, « PmL ») ; les salariés proposent leur force de travail en fonction du gain qu'ils peuvent en espérer, c'est-à-dire que l'offre de travail par les salariés dépend du salaire réel (w/p, où w est le salaire nominal et p est l'indice des prix). S'il y a du chômage, c'est que le salaire réel w/p est supérieur à la productivité marginale du travail. Le chômage adviendrait lorsque le salaire deviendrait inférieur à la productivité marginale du travailleur, c'est-à-dire que les travailleurs refuseraient d'être payés à leur véritable productivité.
Keynes soutient a contrario la thèse que le chômage est principalement un chômage involontaire. Pour Keynes, le mécanisme des prix sur le marché du travail n'aboutit pas usuellement au plein emploi. En effet :
- les salaires nominaux w ne peuvent pas baisser parce qu'il y a une viscosité des salaires nominaux liés à la négociation des contrats (rigidité des salaires à la baisse)[6] ;
- une baisse des salaires nominaux n'est pas désirable car elle entraînerait une contraction de la demande, qui provoquerait à son tour une baisse de la production[6]. L'insuffisance de la demande effective déterminerait une offre d'emploi qui ne correspondrait pas à une situation de plein emploi (« le seul fait qu'il existe une insuffisance de la demande effective peut arrêter et arrête souvent l'augmentation de l'emploi avant qu'il ait atteint son maximum »[7]).

Toutefois, Keynes ne récuse pas totalement la théorie classique. En effet, s'il ne croit ni possible ni souhaitable une baisse du salaire nominal w, la baisse du salaire réel w/p à la suite d'une montée de l'inflation symbolisée par une hausse de p est pour lui possible. Cela conduira le courant de la synthèse néo-classique à utiliser la courbe de Phillips dans le cadre d'arbitrages entre inflation et chômage.

### Formalisation de la consommation et de l'épargne
Le keynésianisme originel formalise les fonctions de consommation et d'investissement dans le cadre d'une économie fermée. Keynes écrit que la demande effective D est égale à la somme de la consommation (C) et de l'investissement (I).
- La fonction de consommation keynésienne :

{\displaystyle \mathbf {(C):C=cY+Co} \,}
Où :
- C est la consommation ;
- c est la propension marginale à consommer, c'est-à-dire la part du revenu qui est consommée. Si l'agent consomme tout, c = 1[10] ;
- Y est le revenu ;
- Co est la consommation incompressible, c'est-à-dire la part du revenu qui est nécessairement consommée (revenu désépargné) ;

- la fonction d'épargne keynésienne ;

{\displaystyle \mathbf {(S):I=S} \,}
- S est l'épargne, que Keynes définit par la négative : c'est la part du revenu qui n'est pas consommée ;
- I est l'investissement, c'est-à-dire l'engagement de capital pour acheter des biens qui généreront à l'avenir de la richesse ;

- l'égalité fondamentale du système économique ;

{\displaystyle \mathbf {Y=C+I} \,}
- signifiant que le revenu global de l'économie (l'ensemble des salaires, des revenus) est égal à la consommation et à l'investissement ;
- d'où {\displaystyle Y=C+S} : le revenu global de l'économie est égal à la consommation et à l'épargne (c'est-à-dire le revenu consommé plus le revenu non consommé) ;
- d'où, enfin, {\displaystyle I=S}. L'investissement est l'épargne, l'épargne (le revenu non consommé) est utilisé pour investir.

Il est important de noter que Keynes renverse la proposition des néoclassiques. La consommation n'est pas ce qui reste lorsque l'agent a épargné : l'épargne est ce qui reste lorsque l'agent a consommé. Chez les classiques, l'épargne est fonction du taux d'intérêt (i), c'est-à-dire que les agents arbitrent entre consommation et épargne selon le taux d'intérêt ; chez Keynes, l'épargne dépend du revenu (Y) et de la propension marginale à épargner. Keynes soutient que le taux d'intérêt permet l'arbitrage entre détention de liquidités et achat de titres financiers.
Le lien investissement–épargne a donné lieu à un débat entre John Maynard Keynes et les disciples de Knut Wicksell dont Dennis Robertson.

### Investissement
Keynes s'oppose aux classiques, selon lesquels l'investissement est fonction de l'épargne. L'investissement (I) est selon Keynes fonction du taux d'intérêt. Selon lui, les investisseurs décident d'investir ou pas en comparant le taux d'intérêt qu'ils peuvent obtenir en détenant un portefeuille d'obligations avec le taux d'efficacité marginale du capital (c'est-à-dire le retour sur investissement). Il définit plus précisément le taux d'efficacité marginale du capital comme « le taux d'escompte qui, appliqué à la série d'annuités constituée par les rendements escomptés de ce capital pendant son existence entière, rend la valeur actuelle des annuités égale au prix d'offre de ce capital ».
L'investissement n'est par conséquent possible que si EMC > i, c'est-à-dire que l'efficacité marginale du capital est supérieure au taux d'intérêt. Keynes préconise par conséquent que la politique monétaire soit stable et assure des taux d'intérêt longs à un niveau faible.

### Propension marginale à consommer et le multiplicateur
Lecteur d'ouvrages de psychologie et de psychanalyse, Keynes redéfinit la fonction de consommation en créant la loi psychologique fondamentale. Selon lui, la consommation est première, et l'épargne est seconde. La décision de consommation est déterminée par la propension marginale à consommer, d'autant plus grande que le revenu est faible.
Keynes utilise ce concept pour en développer un autre, qui est le multiplicateur keynésien. Selon l'économiste, « en moyenne et la plupart du temps les hommes tendent à accroître leur consommation à mesure que leur revenu croît, mais non d'une quantité aussi grande que l'accroissement du revenu ». Dès lors, une augmentation du revenu permet une augmentation de la dépense.
L'économiste reprend l'idée de multiplicateur à l'économiste Richard Kahn (multiplicateur de Kahn). Le multiplicateur de l'investissement I est égal à :
{\displaystyle \mathbf {1/(1-c)} \,}
- où 1 représente 100 % du salaire d'un agent économique ;
- c est égal à la part du salaire qui est consommé ;
- (1-c) est égal à la part du salaire qui n'est pas consommé.

Ainsi, si l'État investit 100 €, et si la propension marginale à consommer (c) est de 0,8, alors la demande effective sera augmentée de 100 × 1/(1 − 0,8) = 100 × 5 = 500 €.
Le multiplicateur est d'autant plus élevé que la consommation est élevée et l'épargne est faible. Aussi, le multiplicateur est affaibli lorsque la demande (consommation) des agents économiques est adressée à un pays étranger. Dans ce cas, l'effet multiplicateur déborde de la frontière du pays.

### Monnaie
Keynes se pose en rupture avec les classiques sur la question de la monnaie. Les classiques considèrent la monnaie comme un simple instrument d'échange. Keynes soutient que la monnaie peut être désirée pour elle-même, et qu'elle est un bien à part entière. Selon Keynes, nous avons besoin de monnaie pour trois motifs :
- motif de transaction, « c.-à-d. le besoin de monnaie pour la réalisation courante des échanges personnels et professionnels »[18] ;
- motif de précaution, « c.-à-d. le désir de sécurité en ce qui concerne, en argent, l'équivalent futur d'une certaine proportion de ses ressources totales »[18] ;
- motif de spéculation, « c.-à-d. le désir de profiter d'une connaissance meilleure que celle du marché de ce que réserve l'avenir »[18].

La demande de monnaie pour motif de précaution et de transaction (appelée {\displaystyle L1}, où {\displaystyle L} signifie liquidité) dépend du revenu Y :
{\displaystyle L1=uY} avec {\displaystyle u>0}
- plus le revenu global de l'économie est élevé, plus il y a besoin de monnaie pour acheter des biens.

La demande de monnaie pour motif de spéculation ({\displaystyle L2}) « dépend principalement de la relation entre le taux d'intérêt courant et l'état de la prévision » :
{\displaystyle L2=vi+L0} avec {\displaystyle v<0} pour deux raisons :
- plus le taux d'intérêt est faible et moins nous avons intérêt à placer l'argent ;
- plus le taux d'intérêt baisse et « plus la probabilité que son mouvement se retourne à la hausse augmente, ce qui incite à détenir son épargne sous forme d'encaisses monétaires plutôt que de prendre le risque croissant d'essuyer des moins-values sur les obligations, dont les cours sont en train d'atteindre les sommets… »[20].

### Politique monétaire
Pour Keynes l'offre de monnaie Mo est exogène et dépend de la politique monétaire menée. L'équilibre sur ce marché s'écrit
{\displaystyle Mo=L1(Y)+L2(i)}
Keynes préconise une politique de taux d'intérêt de long terme bas, et s'oppose aux annonces brutales et soudaines des banques centrales. Il considère que les taux directeurs (taux d'intérêts fixés par la banque centrale) ont une incidence limitée sur les taux d'intérêt, et que la banque centrale doit, à la place, passer par des opérations d'open market.
Il soutient que si « l'autorité monétaire gouverne sans peine le taux de l'intérêt à court terme », il est plus difficile pour elle de manipuler le taux de long terme.

### Justification générale des politiques économiques conjoncturelles
Keynes ne trouve aucune preuve à l'autorégulation des marchés sur le court comme sur le long terme. En d'autres termes, le libre jeu de la concurrence ne permet pas d'atteindre, toujours, l'optimum de Pareto, c'est-à-dire une allocation efficace des ressources. L'équilibre, lorsqu'il arrive, est par conséquent précaire.
Dans le cas d'un équilibre de sous-emploi, le gouvernement doit fournir un ensemble d'incitations au marché à travers des politiques économiques budgétaires et monétaires afin d'arriver au meilleur état possible. Durant la Seconde Guerre mondiale il est en faveur d'une socialisation des investissements et pour un contrôle assez large de l'activité économique par le gouvernement.

### Libre échange et protectionnisme
Un des derniers chapitres de la Théorie générale traite partiellement des avantages et inconvénients du libre échange et du protectionnisme. Keynes critique les deux, considérant la régulation comme un juste milieu entre un laisser-faire débridé et un protectionnisme intégral. Il soutient qu'il est vrai que ce n'est pas « par une restriction maximum des importations que l'on obtienne un excédent maximum de la balance commerciale ». Il soutient toutefois que l'école classique a fortement exagéré les avantages de la division internationale du travail, et que la quête d'une balance commerciale excédentaire à tout prix provoque du chômage chez les partenaires commerciaux. Ainsi, « une politique de restrictions commerciales, même si on l'utilise pour son but apparent, est une arme à deux tranchants, car les intérêts privés, l'incompétence des fonctionnaires et la difficulté intrinsèque de la tâche peuvent le fausser au point de lui faire produire des effets directement opposés à ceux qu'on attend ».
Keynes ouvre le keynésianisme, dans la Théorie générale, au libre échange, qu'il appelle « système ouvert ». Dans une telle économie, « le multiplicateur du flux d'investissement supplémentaire profite en partie à l'emploi dans les pays étrangers, puisqu'une partie de la consommation additionnelle s'inscrit au passif de la balance des comptes ». L'auteur soutient que la meilleure politique économique consiste en le maintien du niveau des salaires nominaux, en économie fermée comme ouverte, « pourvu que l'équilibre avec le reste du monde puisse être assuré par les variations du change ».
Dans le Traité sur la monnaie, Keynes propose une expérience de pensée aux lecteurs, qui aboutit à la conclusion selon laquelle si un pays investit plus à l'étranger que chez lui, alors il est nécessaire qu'en contre-partie, les pays étrangers abaissent leurs droits de douane pour permettre une augmentation des exportations du pays investisseur.

## Synthèse néoclassique (nouveau keynésianisme)

### Thèses principales
Si Keynes donne un fondement théorique à la politique économique, son œuvre reste peu formalisée. Ses écrits sont repris par des économistes de Harvard et du MIT dès 1938. Ces travaux, dont Alvin Hansen est l'un des pionniers, visent à donner un fondement formel au keynésianisme et à fusionner ce qui était considéré comme meilleur dans le keynésianisme avec ce qui était considéré comme meilleur dans les thèses des néoclassiques. On date l'émergence de l'école à l’article de 1937 de John Hicks, Mr Keynes and the « classics ». Paul Samuelson donne sa noblesse à cette école de pensée à travers notamment son manuel intitulé Economics (l’Économique, en français), dont la première édition date de 1948.
De ces travaux naît la synthèse néo-classique (parfois appelée néokeynésianisme). Elle constitue le courant dominant de la révolution keynésienne de 1945 au début des années 1970. Sa portée est d'autant plus immense qu'elle marque le début de la mathématisation et de la formalisation systématique des sciences économiques, avec notamment l'émergence de l'économétrie.
Les politiques qu'elle préconise sont mises en place dans des cadres institutionnels très différents selon les pays : « étatisme libéral au Japon et en Allemagne, tradition sociale-démocrate en Europe du Nord, interventionnisme et colbertisme en France ».

### Modèle IS-LM

Équilibre IS/LM

Le premier grand apport de la synthèse néoclassique est le modèle IS-LM. Il s'agit d'un modèle économique proposé par John Hicks en 1937, et aménagé par Alvin Hansen. Le modèle retranscrit la pensée keynésienne du lien entre les variables que sont l'épargne et l'investissement et la monnaie d'une part, et d'autre part, le taux d'intérêt et la production.
Ce modèle se compose de deux courbes :
- une courbe IS représentant tous les couples de valeurs d'équilibre (i, Y) sur le marché des biens et services (investments and savings, d'où IS) ;
- une courbe LM représentant tous les couples (i, Y) d'équilibre sur le marché de la monnaie (liquidity preference and money supply, d'où LM).

Les deux courbes IS et LM sont réunies sur un même graphe, qui est donc l'interface entre la vision « réelle » et la vision « monétaire » de l'économie. L'intersection des deux courbes représente le point (unique) d'équilibre sur le marché des biens et services et de la monnaie. Il permet de déterminer le taux d'intérêt d'équilibre et le PIB d'équilibre.
Lorsque le revenu (Y) de l'économie est élevé, la demande et l'offre de monnaie sont plus élevées. La production est d'autant plus faible que le taux d'intérêt est élevé.
Dans la théorie keynésienne, cet équilibre peut s'établir à un niveau inférieur au PIB potentiel de plein emploi de l'économie. Aussi dans ce cas des politiques budgétaires et monétaires seront mises en œuvre afin d'atteindre ce niveau qui correspond d'une certaine manière à l'équilibre général des néoclassiques qui n'est dans ce cas pas atteint automatiquement par le simple jeu des marchés.
Le modèle IS-LM a été pendant des décennies le « modèle standard » en macroéconomie. En dépit de sa relative simplicité, et malgré les contestations dont il a été l'objet notamment à la fin des années 1970, il reste le plus couramment enseigné.

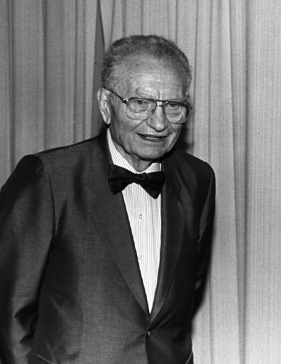
Paul Samuelson

### Modèle Mundell-Fleming
En 1962, le modèle IS-LM s’est ouvert à l’économie internationale avec ce qui est maintenant connu comme le modèle de Mundell-Fleming, qui schématise une économie ouverte. Très vite des économistes comme Abba Lerner ont compris le rôle que pouvait jouer les politiques économiques.
Selon Gregory Mankiw, les économistes qui ont travaillé sur ces modèles se sont perçus comme des sortes d'ingénieurs de l'économie plus que comme des scientifiques ; ils ont développé des outils à aider les politiques à prendre des décisions. C’est ainsi qu’ils ont contribué à la construction de modèles macroéconomiques destinés à aider les gouvernements à évaluer les impacts des politiques budgétaires, monétaires sur l’inflation et l’emploi. Parmi les économistes qui ont participé à ce mouvement, nous pouvons citer : Jan Tinbergen, James Meade, Robert Mundell, Robert Solow et bien d’autres. Cette façon de penser l'économie plus en ingénieur qu'en scientifique a permis à de nombreux néo-keynésiens comme de nos jours aux nouveaux keynésiens de devenir conseillers des gouvernements et des institutions internationales.

### Courbe de Philips et relation inverse entre inflation et chômage
La courbe de Phillips est introduite dans le corpus keynésien à la fin de l'année 1959 par Paul Samuelson, Robert Solow et Richard Lipsey (en). Ils découvrent un lien inverse entre l'inflation et le chômage, ce qui rend possible un arbitrage entre ces deux variables par les gouvernements. La courbe est inspirée de l'authentique et première courbe de Phillips, qui montrait l'influence du chômage sur le niveau des salaires.
Avec ce nouvel outil finit de se diffuser ce que Michel Beaud et Gilles Dostaler appellent un « keynésianisme hydraulique » c'est-à-dire « un keynésianisme simplifié, réduit à une mécanique des quantités globales ou à un hydraulique de flux et entièrement vidé des dimensions essentielles de Keynes : le temps, l'incertitude non probabilisable, les anticipations et donc la prise en compte des phénomènes monétaires… ».

### Critiques et limites
Si le courant de la synthèse néoclassique a été dominant jusqu'aux années 1970, à la fin des années 1960, il a été contesté par la théorie du déséquilibre, puis par l’école monétariste de Chicago et enfin par la nouvelle macroéconomie classique. La première critique majeure fut la critique de Lucas, qui soulignait que les agents économiques n'étaient pas passifs et pouvaient réagir aux politiques keynésiennes, ce qui rend possible pour eux de neutraliser les effets de ces politiques.
Tout en reconnaissant les apports de la synthèse, Gregory Mankiw distingue trois grandes vagues de critiques qui ont été faites à la synthèse néoclassique.
- La critique de l’école monétariste (Milton Friedman). Elle a fait remarquer que les conclusions de la courbe de Philips ne se vérifiaient plus dans les États-Unis des années 1970 et 1980, car l'inflation ne provoquait plus une baisse du chômage. Le keynésianisme était ainsi incapable d'expliquer la stagflation et la slumpflation (coexistence d'inflation et de chômage). Friedman mettra en avant des concepts antagonistes, tels que celui de chômage naturel, là où la synthèse préférait utiliser celui de NAIRU. En plus de cela, comme le faisait remarquer Franco Modigliani, « le véritable sujet de désaccord […] n'est pas le monétarisme mais plutôt le rôle qu'on devrait probablement assigner aux politiques de stabilisation […] les monétaristes considèrent qu'il n'y a pas de besoin sérieux de stabiliser l'économie »[37]. Cela transparaît nettement dans l'hypothèse de Schwartz.

- La deuxième critique est venue de la nouvelle macroéconomie classique (Robert Lucas Jr, Thomas Sargent, Robert Wallace). Cette école soutient que les agents, loin d'être passifs, naïfs et inactifs comme dans la synthèse, peuvent réagir aux politiques économiques, ce qui les contrecarre (critique de Lucas). Il résulte des anticipations rationnelles que, contrairement à ce qu'estimaient Samuelson et Philips, il n'y a pas d'arbitrage entre inflation et chômage. Pour Gregory Mankiw le point faible de cette théorie, comme celle du cycle réel, que nous allons évoquer, réside dans leur méfiance envers l'économétrie qui les prive du recours à des pratiques proches de l'ingénierie, très appréciées des politiques[38].

- La troisième critique fut celle de la théorie des cycles réels popularisée par des économistes tels que Finn E. Kydland (« Prix Nobel » d'économie 2004), Edward C. Prescott (« Prix Nobel » d'économie 2004). Cette approche « considère que les fluctuations sont générées par des chocs au niveau de la productivité, heurtant des économies dans lesquelles les marchés sont continuellement en équilibre[39]. » Aussi, Kydland et Prescott, dans leur article de 1977 « Rules Rather than Discretion », ont mis l'accent sur la crédibilité des politiques économiques qui supposent que les dirigeants n'abusent pas d'expédients.

Si la nouvelle économie keynésienne a pris la relève, au niveau macroéconomique leurs modèles continuent d’être utilisés par les gouvernements et les grandes institutions économiques. Par ailleurs, au niveau universitaire, les principaux livres d’économie publiés aux États-Unis portent encore leur empreinte.

## Post-keynésianisme

### Thèses principales
Le post-keynésianisme est une école de pensée hétérodoxe, concurrente des autres écoles keynésiennes. Elle retient ce qu'il y avait de plus radical dans les écrits de Keynes pour évacuer les éléments d'origine néoclassiques qui ont été ajoutés a posteriori sur le sujet. Ils conservent ainsi notamment l'incertitude radicale, l'analyse circuitiste et l'endogénéité de la monnaie.
Il est possible de distinguer plusieurs écoles dites post-keynésiennes même si la classification est plus ou moins changeante :
- les keynésiens de longue période comme Roy Forbes Harrod ;
- les keynésiens du chapitre XII comme G. L. S. Schackle ;
- la macroéconomie kaleckienne qui part d'une synthèse entre le marxisme et le keynésianisme. Elle a été initiée par les travaux de Michal Kalecki ;
- l'école de Cambridge ou post-cambridgiens. On y trouve des économistes renommés comme Nicholas Kaldor, Joan Robinson, Michal Kalecki, Piero Sraffa. Avec les modèles de Kalecki ou de Minsky, elle a notamment été développée en France par l'école de la régulation[42] ;
- l'école du circuit (notamment en France), avec Frédéric Poulon et Marc Lavoie. Elle schématise le circuit de la monnaie et développent en parallèle des réflexions très critiques envers la microéconomie, notamment la pensée néoclassique et toutes les « synthèses » déjà évoquées.

Si Keynes a profondément bouleversé l'analyse économique, sa pensée reste tributaire de certains axiomes que l'on peut rattacher à l'école néoclassique. Depuis la parution de la Théorie générale, l'originalité de son approche n'a cessé de faire débat. Aussi l'école post-keynésienne se veut-elle la plus fidèle à l'esprit de son œuvre. Le point de savoir si Keynes n'était pas conscient de toute la radicalité de sa pensée, de la fécondité des nouveaux concepts qu'il a forgés, suscite le débat. Toujours est-il que l'on peut soutenir qu'il était resté prisonnier de trois axiomes principaux de l'école classique et néoclassique : la loi des rendements décroissants, l'exogénéité de la monnaie ainsi que l'égalité de l'épargne et de l'investissement.

### Critique de l'orthodoxie keynésienne
D'où la facilité avec laquelle les analyses keynésiennes ont pu être récupérées par l'orthodoxie, via le modèle IS-LM qui, de l'aveu même de son principal architecte, John Hicks, souffrait d'un défaut majeur : « C'est relativement simple. Ces deux courbes [IS et LM] n'ont rien à faire ensemble. L'une est un équilibre de flux, l'autre est un équilibre de stocks. Elles n'ont rien à faire sur le même schéma ». On pourrait ajouter : selon certains post-keynésiens, IS n'a pas de sens. En effet, l'égalité de l'épargne et de l'investissement correspondrait à deux instants différents : c'est le désir d'investir ex ante et l'épargne réalisée ex post qui seraient nécessairement égaux. Regrouper les deux sur un même schéma, démarche qui implique un horizon temporel commun, relèverait donc d'une confusion. « De manière comptable, l’épargne est égale à l’investissement, mais cette égalité ne vaut que pour » les grandeurs réalisées (ex post) « et ne signifie pas que n’importe quel niveau d’épargne trouvera un niveau équivalent d’investissement (ex ante) ».

### Endogénéité de la monnaie
Par ailleurs, nombre de post-keynésiens soutiennent que la monnaie est essentiellement endogène. La monnaie serait créée par les banques en vue de satisfaire les besoins de l'économie ; sa quantité ne saurait être fixée par la banque centrale, quoique son intervention ne soit pas dénuée d'influence sur les comportements des agents. C’est le taux directeur de cette dernière qui serait essentiellement exogène. « Les banques créent des crédits et des dépôts, et elles se procurent ensuite les billets de banque émis par la banque centrale et demandés par leurs clients, ainsi que les réserves obligatoires qui sont requises par la loi ». De fait, les post-keynésiens voient dans l'échec des politiques monétaristes menées dans les années 1980 notamment par Paul Volcker, président de la FED, une illustration de la justesse de leurs vues. Ce point est naturellement controversé, tant les néoclassiques pensent être sortis du cadre de la théorie quantitative de la monnaie en menant des stratégies de ciblage d'inflation et de crédibilité.

### Critique de la loi des rendements décroissants
Enfin, notons que les conclusions de Keynes ont pu rejoindre celles des orthodoxes, quoiqu'avec des raisonnements différents, en ce qu'elles se basaient sur une même prémisse : la loi des rendements décroissants. Pour lui, une élévation de l'emploi se traduisant par une moindre productivité des facteurs employés à la production, les salaires réels devaient baisser afin d'assurer l'équilibre de l'économie. Cette baisse ne pouvant s'opérer par une diminution des salaires nominaux pour toutes sortes de raisons, il préconisait de laisser l'inflation grignoter les salaires réels. Sans doute n'est-il pas inutile de préciser que cette « loi » est aujourd'hui contestée, la réalité étant sans doute plus complexe. Aussi, selon Marc Lavoie : « le coût moyen de fabrication et les coûts marginaux d’un établissement sont[-ils] approximativement constants jusqu’au niveau de capacité pratique défini par les ingénieurs. » Or, « les entreprises n’utilisent habituellement que 70 % à 85 % de leur capacité ». En effet, « les entreprises doivent disposer d’un coussin afin de pouvoir répondre aux fluctuations […] de la demande […]. Le fait de disposer d’établissements ou de compartiments d’établissements temporairement inemployés permet de réajuster l’offre à la demande plus facilement ». Il s’ensuit logiquement qu’une hausse de la demande effective n’a pas de raison de se traduire mécaniquement, à court terme, par une élévation du coût des facteurs de production ou par leur moindre productivité.

## Nouvelle économie keynésienne

### Thèses principales

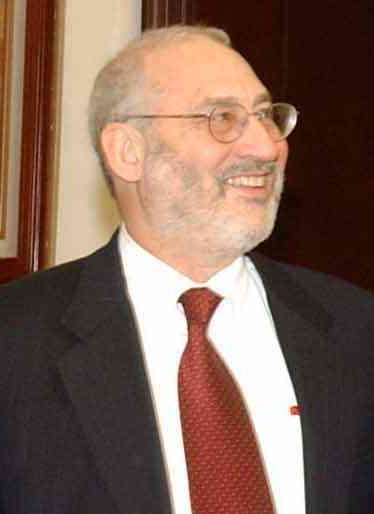
Joseph Eugene Stiglitz en 2002, un des créateurs de la Nouvelle économie keynésienne

L'école de la nouvelle économie keynésienne est la successeure de la synthèse néoclassique. Elle cherche à relever le défi lancé par l'école de la nouvelle économie classique en expliquant la rigidité des prix et le besoin de régulation publique.
Gregory Mankiw considère la théorie du déséquilibre comme constituant la première vague de la nouvelle économie keynésienne. La seconde vague représentée par Stanley Fischer a cherché à intégrer les anticipations rationnelles dans un contexte de déséquilibre de marché, tandis que l'objectif de la troisième vague a été de comprendre pourquoi certains marchés sont déséquilibrés.
Sont habituellement classés parmi les nouveaux économistes keynésiens : Joseph Stiglitz, George Akerlof, James Mirrlees et Michael Spence, Janet Yellen, Gregory Mankiw, Olivier Blanchard, Lawrence Summers, etc.

### Équilibre général sans information parfaite
En règle générale, la nouvelle économie keynésienne comme les néokeynésiens se réfère à la notion d'équilibre général de l'école néoclassique, mais elle en relâche l'hypothèse de l'information parfaite. Elle est également critique envers les politiques économiques usuellement prescrites par les néokeynésiens (déficit budgétaire et taux d'intérêt bas) qui ne tiendraient pas assez compte des problèmes structurels liés au fonctionnement des marchés.

### Impossibilité d'ajustement du marché du travail
Par ailleurs, les nouveaux keynésiens ne croient pas que les marchés s'équilibrent rapidement en suivant la loi de l'offre et de la demande. En effet, pour eux, les salaires et les prix ne sont pas flexibles mais visqueux. Cette viscosité des prix et des salaires est liée pour eux à des imperfections de l'information, ainsi qu'aux coûts de la modification des prix.

### Cycles économiques dus aux défaillances
Alors que pour les nouveaux classiques, « les cycles s'expliquent par des chocs monétaires ou réels imprévisibles », pour la nouvelle économie keynésienne, les récessions sont provoquées par une ou plusieurs grandes défaillances du marché. Ainsi, pour la nouvelle économie keynésienne à la différence de la nouvelle économie classique, certaines interventions économiques du gouvernement sont-elles justifiées. À l'inverse des nouveaux classiques mais comme les monétaristes, ils pensent qu'une politique monétaire peut influer à court terme sur l'emploi et la production.

## Critiques et limites

### Critiques de l’École autrichienne
Friedrich Hayek critiqua les politiques économiques keynésiennes pour ce qu’il appelait leur approche fondamentalement collectiviste, soutenant que de telles théories encouragent la planification centrale, qui mène au mauvais investissement du capital, ce qui est la cause des cycles économiques. Hayek soutenait également que l’étude faite par Keynes des relations agrégées dans une économie est fallacieuse, puisque les récessions sont dues à des facteurs microéconomiques. Hayek affirmait que ce qui commence comme des ajustements étatiques temporaires devient en général des programmes étatiques permanents et grandissants, qui brident le secteur privé et la société civile.
D’autres économistes de l’École autrichienne ont également attaqué le keynésianisme. Henry Hazlitt critiqua, paragraphe par paragraphe, la Théorie générale de Keynes. Murray Rothbard accuse le keynésianisme d'avoir « ses racines profondément dans la pensée médiévale et mercantiliste ».
L'économiste Simone Wapler accuse le keynesianisme d'être une cavalerie d'état.